# Girolamo Diruta
Girolamo Diruta nascut Mancici i també conegut com Il Trasilvano (Deruta, prop de Perusa al voltant de 1554 - [...], 1615) fou un frare menor conventual, i un organista italià, teòric de la música, i compositor.
Era famós com a mestre, pel seu tractat de contrapunt, i per la seva participació en el desenvolupament de la tècnica del teclat, sobretot en l'orgue. Fou deixeble de clergue Battista Capuani, religiós de Corregio vers el 1574, i després de Zarlino, Merulo i Porta. Des de 1593 a 1610 fou organista de la catedral de Gubbio, passant després a la de Chioggia.
Se li deu un important treball sobre l'orgue, dividit en dues parts, ple d'exemples trets dels més cèlebres organistes de la seva època: Prima Parte del Transilvano, dialogo sopra il verso modo de sonar organi et istromenti da penna (Venècia, 1593). Seconda Parte del Transilvano, etc. (Venècia, 1609).
El títol de Transilvano té el seu origen en què la primera part fou dedicada pel seu autor a Segimon Bathory, príncep de Transsilvània. Les noves edicions de la 1ª part foren publicades el 1597, 1612 i 1625, i les de la segona 1610 i 1622. Els organistes posats a contribució en aquesta obra són Adriano Banchieri, Vincenzo Bellavere, Gabriele Fattorini, els germans Andrea i Giovanni Gabrieli, Gioseffo Guami, Luzzasco Luzzaschi, Merulo, Antonio Mortaro, Paolo Quagliati i el mateix Diruta.